# Cinclodes maculirostris
Cinclodes maculirostris, "svart cinklod", är en fågelart i familjen ugnfåglar inom ordningen tättingar. Den betraktas oftast som underart till gråsvart cinklod (Cinclodes antarcticus), men urskiljs sedan 2016 som egen art av Birdlife International och IUCN.
Fågeln förekommer på Eldslandet och arkipelagen kring Kap Horn. Den kategoriseras av IUCN som nära hotad.